# Только у ангелов есть крылья
«Только у ангелов есть крылья» (англ. Only Angels Have Wings ) — художественный фильм 1939 года режиссёра Говарда Хоукса. В главных ролях — Кэри Грант и Джин Артур. Действие фильма большей частью происходит на территории аэродрома, фильм содержит большое количество великолепно снятых воздушных сцен полетов.

## Аннотация
В порту Баррэнки делает остановку пароход, следующий в Соединённые Штаты. Одна из пассажирок (Джин Артур) сходит на сушу, чтобы отдохнуть от утомительной качки. Здесь-то её и замечают двое молодых американских лётчиков и всеми силами стараются привлечь внимание девушки. Они приглашают красотку в бар, поблизости от взлётного поля. Но ужин в честь знакомства так и не состоялся — одного из лётчиков (Ноа Бири-мл) срочно вызвали в полёт. В условиях плохой видимости самолёт разбивается на аэродроме. Потрясённая американка остаётся в городе ещё на неделю, отчасти, чтобы прийти в себя, отчасти, чтобы заинтересовать Картера, большого босса авиакомпании (Кэри Грант). Но в последнем ей может помешать жена (Рита Хейуорт) вновь прибывшего лётчика (Ричард Бартелмесс), давняя подруга Картера.

## В ролях
- Кэри Грант — Джефф Картер
- Джин Артур — Бонни Ли
- Рита Хейуорт — Джуди МакФерсон
- Ричард Бартелмесс — Бат Килгаллен (МакФерсон)
- Томас Митчелл — Кид Дабб
- Эллин Жослин — Лес Питерс
- Зиг Руман — Датчи
- Виктор Килиан — Спаркс
- Джон Кэрролл — Гент Шелтон
- Дон Барри — Тэкс Гордон Джин Артур в роли Бонни Ли
- Ноа Бири-мл — Джо Шутер
- Педро Ригас — Панчо

## Награды
Две номинации на премию «Оскар» 1940 года:
- Лучшая работа оператора (ч/б фильмы)
- Лучшие спецэффекты